# 생식샘 자극 호르몬
생식샘 자극 호르몬(Gonadotropin) 또는 성선 자극 호르몬은 척추 동물의 뇌하수체 전엽의 생식샘 자극 세포(Gonadotropic Cells 또는Delta basophils)에서 분비되는 당단백질(Glycoprotein) 호르몬이다. 이 계열에는 포유류 호르몬인 난포 자극 호르몬(FSH) 및 황체 형성 호르몬(LH), 태반/융모성 생식샘 자극 호르몬, 인간 융모성 성선 자극 호르몬(hCG) 및 말 융모성 성선 자극 호르몬(eCG), 및 물고기 성선 자극 호르몬으로 보고된바있는 최소 두 가지 형태가 포함된다. 이 호르몬은 정상적인 성장, 성 발달 및 생식 기능을 조절하는 복잡한 내분비 계의 핵심이다. LH와 FSH는 뇌하수체 전엽에서 분비되는 반면, hCG와 eCG는 임신한 사람과 암말의 태반에서 각각 분비된다. 생식샘(성선) 자극 호르몬은 생식선(생식샘)에 작용하여 배우자로서의 성 역할 및 성 호르몬(sex hormone) 생산을 조절한다.

## 시상하부 뇌하수체 생식선 축
시상하부 뇌하수체 생식선 축(hypothalamic–pituitary–gonadal axis ,HPG axis)에서 시상하부의 생식샘자극호르몬 분비호르몬(Gonadotropin-releasing hormone ,GnRH)이라는 방출 호르몬(RH)의 방출은 뇌하수체 전엽에서 생식샘 자극 호르몬(Gonadotropin)의 혈중 분비를 유도하며 이는 또다시 생식샘에서의 성호르몬(sex hormone)분비를 유도한다.

## 같이 보기
- 시상하부 뇌하수체 부신 축